# Wes Matthews
Wesley Joel Matthews sr., detto Wes (Sarasota, 24 agosto 1959), è un allenatore di pallacanestro ed ex cestista statunitense, di ruolo playmaker, professionista nella NBA e in Italia.

## Biografia
È il padre di Wesley, anch'egli cestista.

## Carriera
Venne selezionato dai Washington Bullets al primo giro del Draft NBA 1980 (14ª scelta assoluta).

## Palmarès

### Giocatore

#### Club
- Campionato NBA: 2

L.A. Lakers: 1987, 1988
- Campionato CBA: 1

Tulsa Fast Breakers: 1988-89
- Campionato USBL: 1

Florida Sharks: 1995

#### Individuale
- All-USBL First Team: 1

1991